# Pamphilus persicum
Pamphilus persicum är en stekelart som beskrevs av Macgillivray. Pamphilus persicum ingår som enda art i släktet Pamphilus och familjen spinnarsteklar. Inga underarter finns listade i Catalogue of Life.